# Class 66/0
Pour les articles homonymes, voir Class.

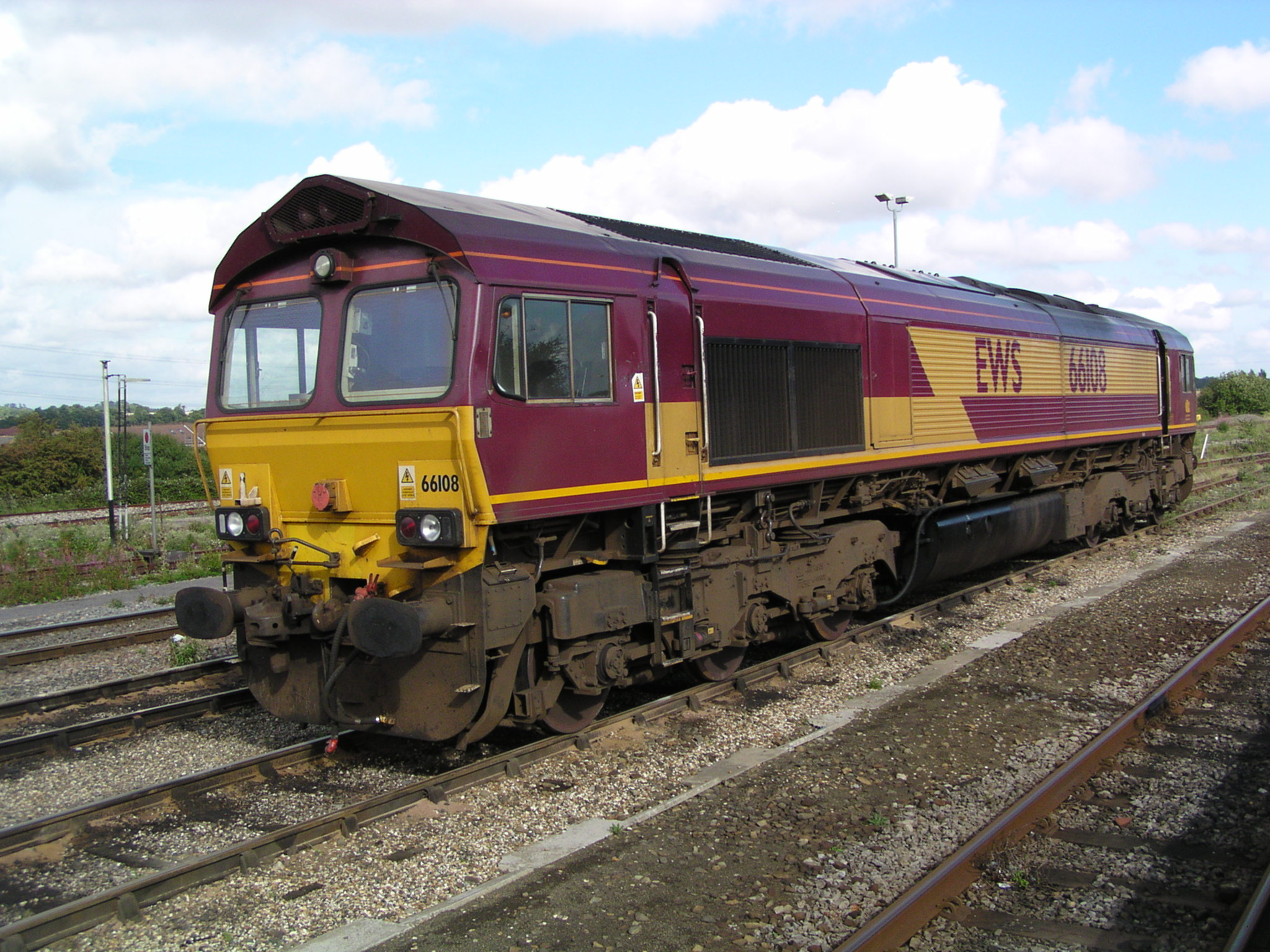
Locomotive n° 66108 à Didcot le 23 août 2004. Ces locomotives tractent la majorité des trains de fret d'EWS.

La Classe 66/5 est une sous-série de locomotives diesel de la Classe 66 de type Co-Co des chemins de fer britanniques qui comprend 250 locomotives exploitées par English, Welsh and Scottish Railway.

## Histoire
Lors de la privatisation, EWS hérita de British Rail un parc de locomotives anciennes et peu fiables, construites pour la plupart dans les années 1960 à la suite du plan de modernisation de 1955. EWS opta donc pour l'achat de locomotives neuves auprès de General Motors (Electro-Motive Division) à London (Ontario) au Canada.
Ces machines ont été conçues sur la base des Classe 59 de British Rail avec une disposition interne différente.
Ces locomotives ont été livrées entre le 18 avril 1998 et le 21 juin 2000. La mise en service de cette série entraîna la radiation rapide des locomotives de la plupart des classes précédentes : 31, 33 37, 47, 56 et 58.

## Caractéristiques
Il y a de légères variations de détail entre les premières et les dernières machines de cette sous-série.
EWS exploite aussi des locomotives Classe 59/2 de British Rail. Les Classe 66 d'EWS se distinguent le plus facilement à leurs bandes jaunes en zigzag, bien qu'il y a ait d'autres détails qui les différencient extérieurement, par exemple la disposition des grilles, les pots d'échappement plus petits, les feux frontaux.
Les cinq locomotives n° 66055-9 ont été adaptées pour être capables d'assurer la pousse des trains sur la rampe de Lickey, bien qu'elles soient aussi utilisées ailleurs. 
EWS a fait certifier ses locomotives en France pour permettre leur exploitation par sa filiale Euro Cargo Rail.
Le succès des 66/0 a incité Freightliner et d'autres sociétés à acheter des locomotives de la Classe 66.

## Sous séries
Sous-séries de la Classe 66
- 66/0
- 66/4
- 66/5
- 66/6
- 66/7
- 66/9